# BlogHer
BlogHer es una empresa de medios estadounidense fundada por Elisa Camahort Page, Jory des Jardins y Lisa Stone en 2005. Es una comunidad de bloggers en línea y celebra una conferencia anual para mujeres bloggers. BlogHer es propiedad de SHE Media, que es una división de Penske Media Corporation, una de las empresas encargadas de la distribución de información en los Estados Unidos .

## Historia
BlogHer comenzó como una conferencia en 2005 en San José, California, fundada por Elisa Camahort Page, Jory des Jardins y Lisa Stone.  Originalmente se planeó que fuera un blog, pero una vez anunciado, creció hasta convertirse en una conferencia de 300 personas sobre mujeres y blogs. En 2006, BlogHer inició un blog grupal en el que participaban más de 60 mujeres que escribían blogs sobre una variedad de temas.  La segunda conferencia BlogHer se celebró en San José y fue mucho más grande que la primera, con al menos 750 asistentes, durante los años a continuación, cada una de las conferencias fue en aumento constante hasta el 2016, donde las cifras se congelaron a comparación de los años pasados 
En 2007, la empresa se amplió para incluir BlogHers Act, una red de blogs políticos hecha por y para mujeres. Dan Gillmor citó la directriz comunitaria del sitio "Aceptamos el espíritu de desacuerdo civil" como un ideal.  El 16 de julio de 2008, iVillage, una red de medios de comunicación en línea propiedad de NBC Universal, anunció que había llegado a una asociación con la red BlogHer para proporcionar contenido a los sitios de la red iVillage. El mismo año, BlogHer recibió 5 millones de dólares en financiación de Peacock Ventures, el brazo de inversión de riesgo de NBC Universal.  También en 2008, los cofundadores de BlogHer fueron honrados con el Premio ABIE de Impacto Social del Instituto Anita Borg.  
En 2010, BlogHer tenía 76.000 blogueros registrados y 80 editores colaboradores pagados. También tenía 2.500 blogueros afiliados con acuerdos de reparto de ingresos, con 20 millones de visitantes únicos mensuales.  El 3 de noviembre de 2014, SHE Media compró BlogHer, manteniendo el medio para la continuación del servicio .  En 2018, Penske Media Corporation compró SHE Media. 

## BlogHer, conferencia y comunidad en línea.
BlogHer organiza conferencias anuales diseñadas para dar exposición a las blogueras.  Su primera conferencia se celebró en San José, California, en 2005. Su comunidad se describe como un "ecosistema de blogs donde cada uno se alimenta de los demás". Rota los titulares de todos los blogueros de la comunidad para permitir que los blogueros más pequeños se beneficien del tráfico de un sitio web más grande. 